# Bonifatius
Bonifatius (ofte fejlagtigt Bonifacius, født Winfrid eller Wynfrith, født i 680 i Crediton i Wessex, nu i Devon, England, 5 juni 754 i Dokkum ved Leeuwarden i Frisland) blev født ind i en fornem angelsaksisk familie i Wessex. Han fik først sit kirkelige navn Bonifatius (= Velgører) i 719 af pave Gregor 2. Han bliver siden reformationen af den katolske kirke kaldt Apostel der Deutschen (= Tyskernes apostel, Tysklands apostel).

## Liv og gerning
Wynfrith blev munk og levede i klostrene Adescancastre (nær Exeter) og Nhutcelle (Nursling), hvor hans store evner som lærer og diplomat blev taget i brug. Han ville dog være missionær, og efter et forgæves forsøg på at forkynde evangeliet i Frisland (716), rejste han i 718 til Rom, hvorfra pave Gregor 2. udsendte ham som missionær til Tyskland. Han virkede i Thüringen, Frisland og Hessen. I 722 var han atter i Rom og blev bispeviet.
Hjemkommen genoptog han sin missionsgerning med kraft. De gamle gudehov blev omdannet til kirker, klostre grundlagt, bispedømmer oprettet, og de keltiske missionærer blev fortrængt; også til Bayern udstrakte han sin virksomhed. Han havde fokus på at tilbagevise irsk kristendom, som Columba havde forkyndt den. I 732 udnævnte pave Gregor 3. Bonifatius til ærkebiskop og sendte ham palliet. I 738 var han igen i Rom og blev udnævnt til pavelig legat i Tyskland. Nu oprettede han bispedømmer i Passau, Regensburg, Salzburg, Freising, Würzburg og Erfurt.
Da Bonifatius' opgave nok så meget bestod i at romanisere kirken i Tyskland som i at udbrede kristendommen, stillede Karl Martell sig køligt til ham, men Karloman sluttede sig til ham, og på den første germanske nationalsynode i 742 godkendtes Bonifatius' tanker, og han selv som ærkebiskop og pavelig legat med sæde i Mainz. I 752 salvede Bonifatius Pipin den Lille til frankernes konge, i 753 drog han til Vestfrisland som missionær, og den 5. juni 754 led han martyrdøden i Dokkum. Han ligger begravet i Fulda, og årligt holder nu de romerske bisper i Tyskland møde ved hans grav, der har grundet det romerske episkopat i Tyskland.

## Betydning
Det lykkedes ganske vist ikke Bonifatius helt at gennemføre en strukturforvandling til et kirkehierarki fri for adelsinteresser; til det manglede han tilstrækkelig støtte hos de verdslige herskere; men han var den, der med den nye definition af Rom som midtpunkt for den kirkelige organisation i Europa, lagde en vigtig grundsten for tilblivelsen af det kristne Vesten. Bonifatius vidste at overbevise Karl Martell og stammelederne om kristendommens fortrin – især den politiske og kulturelle samlingskraft (tysk Einigungskraft).